# Titularbistum Claternae
Claternae (ital.: Claterna) ist ein Titularbistum der römisch-katholischen Kirche. 
Es geht zurück auf einen Bischofssitz in der Stadt Claterna, die sich in der italienischen Region Emilia befand.
| Titularbischöfe von Claternae |                            |                                            |                    |                   |
| Nr.                           | Name                       | Amt                                        | von                | bis               |
| 1                             | Bartolomé Carrasco Briseño | Weihbischof in Antequera (Mexiko)          | 18. Mai 1967       | 11. Juni 1971     |
| 2                             | Ricardo Jamin Vidal        | Koadjutorbischof von Malolos (Philippinen) | 10. September 1971 | 22. August 1973   |
| 3                             | Deogracias Iñiguez         | Weihbischof in Malolos (Philippinen)       | 3. Juli 1985       | 27. Dezember 1989 |
| 4                             | Antonio Racelis Rañola     | Weihbischof in Cebu (Philippinen)          | 24. Februar 1990   |                   |